# 738. lovski polk (Wehrmacht)
Za druge 738. polke glej 738. polk.
738. lovski polk (izvirno nemško Jäger-Regiment 738) je bil lovski polk v sestavi redne nemške kopenske vojske med drugo svetovno vojno.

## Zgodovina
Polk je bil ustanovljen 1. aprila 1943 z reorganizacijo 738. grenadirskega polka in dodeljen 118. lovski diviziji.